# Kelet–Nyugat (hetilap)
Kelet–Nyugat Nagyváradon 1990–1996 között megjelent irodalmi hetilap volt.
Első főszerkesztője Stanik István, megszűnéskor Indig Ottó volt, aki a kiadót tette felelőssé a lap megszűnéséért. Utódja, a hat évvel később, 2002-től megjelenő Várad c. folyóirat lett.
„2002 januárjában, egy tágas nagyváradi lakásban gyűlt össze kéttucatnyi váradi sajtós és művészember, akik elhatározták, hogy az 1996-ban végleg megszűnt Kelet-Nyugat helyett új folyóiratot kell alapítani a városban. A találkozó résztvevői egy öttagú szervezőbizottságot választottak, mely a következő hetekben fokozatosan szerkesztőbizottsággá alakult át.”
„A Kelet-Nyugat szellemi örökségét vállalva a Várad nyitott mind a szerzők, mind a műfajok, illetve a különböző tematikák tekintetében is. Az alaptematikák – irodalom, művészet, társadalom, tudomány – célja minél szélesebb körű érdeklődésű olvasóréteg megszólítása.”